# Ceregnano
Ceregnano é uma comuna italiana da região do Vêneto, província de Rovigo, com cerca de 3.942 habitantes. Estende-se por uma área de 30 km², tendo uma densidade populacional de 131 hab/km². Faz fronteira com Adria, Crespino, Gavello, Rovigo, Villadose.

## Demografia
| Variação demográfica do município entre 1861 e 2011                               |
|                                                                                   |
| Fonte: Istituto Nazionale di Statistica (ISTAT) - Elaboração gráfica da Wikipedia |